# حزب شباب مصر
في البداية، رفضت لجنة شؤون الأحزاب السياسية منح حزب شباب مصر الترخيص لكنه حصل عليه أخيرًا في 2 تموز/يوليو 2005 بعد صدور قرار عن محكمة إدارية في هذا الصدد. يزعم الحزب أنه حزب المعارضة الأول في العالم الذي يتولى جيل الشباب قيادته بشكلٍ كامل
. يهدف إلى خدمة مصالح الشباب في مصر من خلال تشجيع الإصلاحات التربوية والتطور التكنولوجي. لجأ الحزب إلى تكنولوجيا الوسائط الجديدة والشبكات الاجتماعية بشكلٍ واسع لينشر أفكاره، ويشارك رئيس الحزب أحمد عبد الهادي بانتظام في حوارات على الإنترنت مع المواطنين المصريين والمستخدمين الآخرين حول العالم. وضع عبد الهادي، وهو يمتهن الصحافة، كتباً عدّة وينتمي إلى نقابة الصحافيين وجمعيات إعلامية أخرى ومجموعات المدافعة عن حقوق الإنسان.

## أبرز الشخصيات الحزبية
1. الرئيس : الدكتور أحمد عبد الهادي

## برنامج الحزب

### في السياسة
- تعزيز دور الشباب المصري في التنمية الوطنية والشؤون السياسية.
- وضع قوانين لتنظيم النمو السكاني.

### في الاقتصاد
- مكافحة تأثيرات العولمة.
- تعزيز التكامل الاقتصادي بين الدول العربية.
- تشجيع الحوار والاحترام بين الثقافات المختلفة.

### في المجتمع
- إجراء إصلاحات تربوية شاملة.
- دعم البحث العلمي.
- تنفيذ السياسات البيئية للتخفيف من حدة التصحر ونقص المياه.

## وصلات خارجية
- الصفحة الرسمية لحزب شباب مصر  على فيسبوك.
- الموقع الرسمى لحزب شباب مصر
- الصحيفة اليومية لحزب شباب مصر